# Ernest Chenard
Pour les articles homonymes, voir Chenard.
Ernest Charles Marie Chenard, né le 7 juillet 1861 à Nanterre et mort le 28 mai 1922 à Chamalières, est un industriel français, un des pionniers de l'industrie automobile. 

## Biographie
Ernest Chenard fonde la maison Chenard en 1888 pour la fabrication de bicyclettes, tricycles et quadricycles. Une licence de brevet d'invention sur le quadricycle est vendue à un industriel anglais nommé Duncan, ce qui apporte des capitaux à Chenard pour assurer l'expansion de son entreprise.
Chenard est le premier à réaliser des carrosseries profilées. Il réalise en 1900 sa première voiture à transmission par courroie et, en 1901, par transmission par engrenage. Il s'associe alors à Henry Walcker pour fonder à Gennevilliers la marque Chenard et Walcker. 
. 
Jules Verne le mentionne au chapitre IV de son roman Maître du monde dans lequel il évoque les pionniers de l'automobile.